# Цер (планина)
Планина Цер налази се у северозападном делу Србије. Од Шапца је удаљен 33 km, а од Београда 100 km. Цер лежи на 687 m/нв, а дуг око 15 km.

## Карактеристике
Планина је име добила по бројним стаблима дрвета цер. Планина је прилично шумовита, није насељена, поседује највише буквиног, храстовог и грабовог дрвећа, сви они су заслужни за свеж и чист ваздух. Карактеристично за околину је да где год се окренете има пуно зеленила, листопадног дрвећа и ниског растиња.
Цер је богат шумским јагодама, печуркама и лековитим биљкама, а у пролеће можете видети најразличитије боје ливадског цвећа. Ако сте расположени за пешачење и планинарење као и обиласке манастира кроз цео пут ће вас водити задивљујућа историја и подсећање на славну прошлост.
На планини Цер је потекла легенда о цару Тројану и његових пет кћери Косани, Ковиљки, Види и Соки, по њима су градови и добили имена Соко-град, Ковиљача, Видин град и Косанин град (на Церу). Петој кћери име је било Драга. На Церу постоје три врло значајна манастира Манастир Чокешина, Манастир Радов✓ашница и Манастир Петковица. Из ових крајева потиче и Милош Обилић тачније из села Милошевац, сматра се да је он саградио манастирску (Чокешина) цркву посвећену Рођењу Пресвете Богородице.
На Церу се одиграла Церска битка из Првог светског рата, вођена је од 12. до 24. августа 1914. започела је у ноћи 15. и 16. августа, јер је претходно аустроугарска војска прешла Дрину у намери да пређе у Србију, разбуктала се 20. августа, а од 21. до 24. августа је ослобођен Шабац, чиме је аустроугарска војска дефинитивно напустила Србију.
- Планинарски дом „Липове воде”
- Спомен костурница
- Панорама планине Цер
- Црква на Липовим водама

Покренут је поступак да се планина Цер заштити као предео изузетних одлика прве категорије.